# Expert Opinion on Investigational Drugs
Expert Opinion on Investigational Drugs, abgekürzt Expert Opin. Investig. Drugs, ist eine wissenschaftliche Fachzeitschrift, die vom Taylor & Francis-Verlag veröffentlicht wird. Derzeit erscheint die Zeitschrift mit zwölf Ausgaben im Jahr. Es werden Übersichts- und Originalarbeiten zur Arzneimittelentwicklung veröffentlicht.
Der Impact Factor lag im Jahr 2014 bei 5,528. Nach der Statistik des ISI Web of Knowledge wird das Journal mit diesem Impact Factor in der Kategorie Pharmakologie und Pharmazie an 15. Stelle von 254 Zeitschriften geführt.